# Maurice Mollard
Pour les articles homonymes, voir Mollard.
Maurice Mollard, né le 15 janvier 1863 à Saint-Jean-de-Chevelu (Savoie) et mort le 20 janvier 1947 à Paris, est un ingénieur et homme politique français.

## Vie politique
Ingénieur des Travaux publics, il se lance en politique en 1919, d’abord comme conseiller municipal puis maire de Saint-Paul-sur-Yenne, ainsi que conseiller général du canton de Yenne, mandats qu’il occupe jusqu’en 1925. Il devient ensuite maire d'Aix-les-Bains de 1932 à 1937. Il démissionne de son mandat de maire, tout en restant conseiller municipal.
En 1920, il devient de plus sénateur de la Savoie. Il le reste jusqu’en 1940. Il est président de la commission des Travaux publics de 1930 à 1940. Il vote pour la délégation de pouvoirs au maréchal Pétain le 10 juillet 1940, puis se retire de la vie politique.
Il est à l’origine de la création du tunnel du Chat et de la route du Revard.
Il meurt à Paris à l’âge de 84 ans et est enterré à Aix-les-Bains.

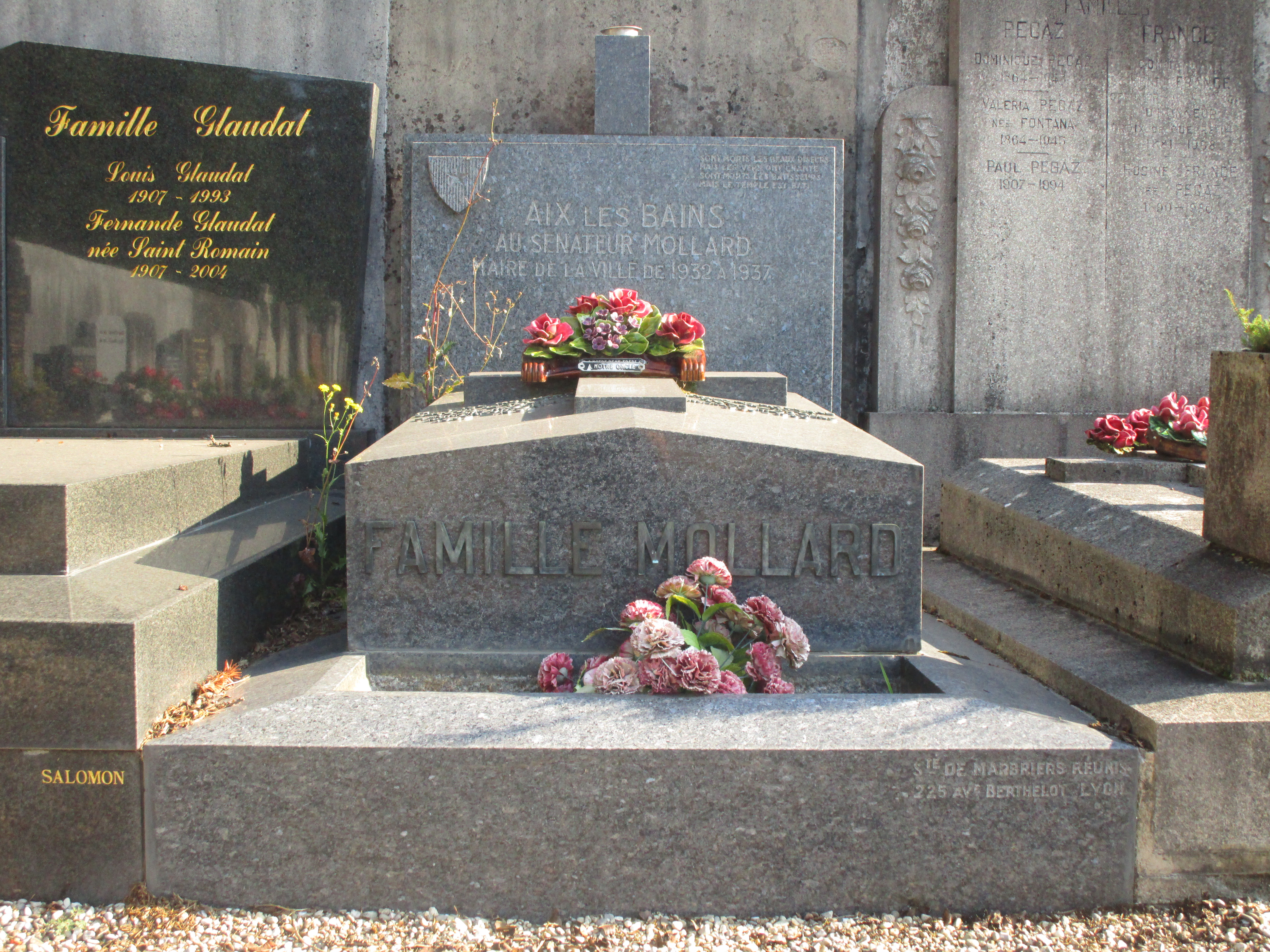
La tombe de Maurice Mollard au cimetière d’Aix-les-Bains.

## Hommage
La ville d’Aix-les-Bains possède une place à son nom, située entre l'hôtel de ville et le musée archéologique (ancien Temple de Diane), les anciens Thermes nationaux et l'office du tourisme. Ancienne Place de l'Hôtel de ville à la fin du XIXe siècle et début du XXe siècle, puis Place du Maréchal-Pétain à partir de 1941; elle est renommée en dernier lieu par le Conseil municipal lors d’une délibération de mars 1950.
Une plaque signalétique à l’entrée est du Tunnel du Chat rappelle que Maurice Mollard fut un instigateur majeur de cet ouvrage.

## Synthèse des mandats
- Sénateur de la Savoie de 1920 à 1940.
- Maire d'Aix-les-Bains de 1932 à 1937.
- Maire de Saint-Paul-sur-Yenne de 1919 à 1925.
- Conseiller général de la Savoie de 1919 à 1940.

## Sources
- « Maurice Mollard », dans le Dictionnaire des parlementaires français (1889-1940), sous la direction de Jean Jolly, PUF, 1960 [détail de l’édition]